# Зазублена орбіта
«Зазублена орбіта» (англ. The Jagged Orbit) — науково-фантастичний роман  британського письменника Джона Браннера, де у майбутньому точаться безкінечні міжрасові війні. Видано у 1969 році. Цей роман має рівно 100 розділів, обсяг яких коливається від декількох сторінок до частини одного слова. Являє собою антиутопію з елементами «чорної комедії».

## Зміст
Дія книги відбувається в 2014 році. Міжрасові конфлікти призвели до поділу американських міст за кольором шкіри. Тепер білі і чорні живуть у своїх секторах. Перших називають «вільними», а других — «колінами». Релігія, зіштовхнувшись із успіхом соціалістичних держав Сходу, також втратила свою здатність переконувати, а люди звернулися до наркотиків, психотерапевтів і забобонних культів. У змішаних місцевостях злочини з расової ненависті трапляються щодня, розгортається білий та чорний расизм. Поліція під час таких сутичок знищує цілі будинки атаками з гелікоптерів. Уряд практично не контролює ситуацію. Глобальна приватизація телевізійних мереж призвела до появи ситуації, коли майже весь ефірний час присвячено рекламі. Виписки з газетних статей, цитати з журналів та уривки з різних політичних виступів і зустрічей закритих дверей заповнюють проміжки та дають читачеві повне враження про стан майбутньої Америки Браннера.
Злочинність зросла до неймовірних масштабів, що призвело до зростання доходів збройових компаній (які звуться Великі банди або Великі товари), адже кожен намагається озброїтися, кожен будинок буквально перетворено на фортецю. Однією з таких корпорацій є «Готтшалкс» (контролює також частину ЗМІ та світової економіки), де розгортається боротьба між консервативним керівництвом та молодими амбіційними підлеглими, що бажають застосовувати нові комп'ютерні технології задля повалення урядів.
Поступово окремі сюжетні лінії поєднуються в одне ціле. Джеймс Рідет — молодий психолог у головному психіатричному інституті штату Нью-Йорк, який розчарований своєю роботою та керівником Еліасом Могшаком. Також Рідет не може переконати свою кохану Аріадну Сполестру частіше зустрічатися, оскільки та вважає кохання ненауковим висловом і негідним психіатра. Лайла Клей, що проходить лікування у Рідета, здатна під час трансу робити прогнози. Мет'ю Фламен, журналіст-слідчий в таблоїді (вишукує «брудні» відомості про відомих людей), що бореться з начальником Олокосміком, який бажає по радіо транслювати рекламу, а не розслідування Фламена. Останній використовує високорозвинені комп'ютерні боти, щоб отримувати матеріали для новин на радіо для своєї 14-хвилиної передачі. Соціолог Ксав'єр Конрой намагається протистояти крайньому індивідуалізму, який пропагує його колега доктор Моргарт.
Фламен під час відвідання дружини Селії, що опинилася в лікарні, чує Лайлу Клей, яка проголошує одне зі своїх пророцтв — швидкий початок великої громадянської війни. Мет'ю Фламен разом зі своїм колегою Педро Діабло (його вигнали з анклаву, оскільки вирішили, що він недостатньо чорний й не відповідає статусу «коліна») вийшли на слід широкої змови урядовців. Вони звертаються по допомогу до Ксав'єра Конроя. В цей час під загрозою заворушень в Детройті, що став центром транспортних військових засобів, дозволяють в'їзд до США відомого расового терориста і революціонера Мортона Ленго. Він починає загальні і необмежені сутички. Ці дії спільно погоджено з Ентоні Готшалком, головою зброярської корпорації.
В цей час вбивають коханця Лайли Клей, а її звинувачують у вбивстві. Щоб допомогти їй, доктор Рідет відпускає чорношкірого пацієнта Гаррі Медісона, колишнього військового. Той допомагає Лайлі дістатися її квартири. Слідом за цим викидає злочинців, що в ній вже оселилися. Але їх викрадають люди мільйонерші-поетеси Мікаели Баксендейл, що влаштовує якийсь дивний наркотико-еротичний ритуал для свого натхнення. Медісон бореться та перемагає усіх викрадачів, в чому йому допомагає вживання наркотиків.
Зрештою Гаррі Медісон зустрічається з соціологом Конроєм, доктором Рідетом, Лайлою Клей, журналістами Фламеном і Діабло. Медісон розповідає, що є кіборгом, створеним корпорацією «Готтшалкс», в завдання якого входило сіяти напругу для збільшення продажів зброї. Також виявляється, що голова корпорації створить у 2015 році «Систему С» — броньовану машину, озброєну плазмовими рушницями та мікроядерними гранатами. У 2113 році корпорацю «Готтшалк» було зруйновано власними винаходами. Тому кіборга Роберта було відправлено у минуле, під час подорожі він узяв особистості різних вояків, але поступово їхні особистості було зруйновано. Прибувши до 2014 року кіборг Роберт прийняв ім'я Гаррі Медісона.
Слідом за цим усі герої атакують корпорацію і зупиняють виробництво «Системи С», тим самим дають надію людству. Наприкінці Лайла Клей знаходить можливість застосування своїх здібностей для зменшення насильства серед людей, доктор Рідет поєднується з коханою Аріадною. Фламен і Діабло починають керувати власною радіокомпанією.

## Нагороди
- Номінація на премію Неб'юла 1969 року
- Премія Британської асоціації наукової фантастики за найкращий роман 1970 року